# Gianmario Pagano
Gianmario Pagano, né le 3 mai 1962 à Rome, est un prêtre catholique, scénariste, professeur et écrivain italien.
Il est ordonné prêtre le 16 mai 1987.

## Biographie
Il a obtenu un baccalauréat en Théologie et Philosophie à l'université pontificale grégorienne et la licence en Écriture sainte à l'Institut biblique pontifical, en 2009 la maîtrise universitaire en philosophie de la science à l'université pontificale du Latran et en 2017 la maîtrise universitaire en Esthétique à l'université de Rome « La Sapienza ».
Collaborateur de la société de production Lux Vide, de 1994 à 2001 il a été consultant, producteur, scénariste pour la série télévisée La Bible, coproduction internationale Lube, Rai, TNT, CBS, une coproduction qui  en 1995 a reçu un Emmy Award.
L'activité de Gianmario Pagano en tant que scénariste est étroitement liée au phénomène de la fiction religieuse et pédagogique italienne de la seconde moitié des années '90, qui visait à transmettre des contenus significatifs avec professionnalisme et compétence et c'était une alternative au style de les telenovelas.
En 2007, il a écrit le libretto de La Divina Commedia, sous-titre L'homme qui recherche l'amour, une comédie musicale, musique par Marco Frisina, et adaptée du poème par Dante Alighieri. La même année il a aussi écrit le scénario de Maria Montessori: Une vie au service des enfants obtenant le prix du meilleur scénario pour une série télévisée italienne au Roma Fiction Fest 2007.
Professeur des écoles secondaire du second cycle à Rome, en 2016 il a lancé sa chaîne YouTube Bella, Prof! dans le but d'entretenir des liens avec ses anciens élèves, mais le projet initial se développe et attire l'attention d'un large public , cependant l'objectif de Pagano est toujours le même: "Aider ceux qui souhaitent comprendre ce qu'ils croient ou, souvent, ce qu'ils ne croient pas".

## Filmographie

### Cinéma
- 1998 : Jeremiah
- 2000 : Paul de Tarse
- 2000 : Joseph of Nazareth
- 2000 : Gli Amici de Gesù - Maria Maddalena
- 2001 : Judas
- 2001 : Thomas
- 2005 : Saint Pierre
- 2005 : Karol, l'homme qui devint Pape
- 2007 : Maria Montessori : Une vie au service des enfants
- 2008 : Paolo VI - Il Papa nella tempesta
- 2014 : Francesco

### Télévision
- 1999 : Jésus (téléfilm)
- 2002 : L'Apocalypse (it) (téléfilm)

## Publications
- (it) I miracoli di Gesù. Dramma e rivelazione, Paoline Editoriale Libri, Milan, 2008  (ISBN 978-88-315-3269-3)
- (it) La parabola della parabola. La narrazione dell'assoluto dai Vangeli a Kafka, Independently published, 2018  (ISBN 978-19-808-3938-5)
- (it) La quaresima, un percorso di ascesi cristiana: Dieci meditazioni sul cammino della Pasqua , Independently published, 2021  (ISBN 979-8721138003)

## Crédit d'auteurs
- (it) Cet article est partiellement ou en totalité issu de l’article de Wikipédia en italien intitulé « Gianmario Pagano » (voir la liste des auteurs).